# أوليفييه بلوخ
أوليفييه بلوخ (بالفرنسية: Olivier Bloch)‏ (و. 1930 – م) هو فيلسوف، من فرنسا، ولد في باريس.

## التعليم
تعلم في فلسفة التجميع ‏.